# Archiv Národního divadla
Archiv Národního divadla v Praze, resp. Divadelní archiv Národního divadla,  existuje prakticky od roku 1883  a má statut dokumentačního střediska. Je zařazen organizačně v Sekci ředitele Národního divadla . Jedná se o teatrologické pracoviště , jehož činnost rámcově vyplývá ze zřizovací listiny Národního divadla . Archiv má pravidelné badatelské dny pro externí zájemce o studium archivních materiálů, součástí archivu je též veřejná knihovna. Knihovna archivu Národního divadla je registrovanou knihovnou Ministerstva kultury ČR (ev. č. 5850/2004) se specializací na divadelní literaturu.  
Divadelní archiv Národního divadla se nachází v prostorách Anenského areálu v Praze 1. Archiv existoval již od roku 1883, tedy od znovuotevření Národního divadla po požáru v roce 1881. Od té doby se shromažďovaly dokumenty týkající se činnosti divadla, to znamená divadelní texty – divadelní hry, fotografie, kresby, schovávaly se divadelní cedule, tj. malé plakátky s datem představení, jeho titulem a uměleckým obsazením. Všechny dokumenty byly uložené v historické budově ND na několika různých místech, spravoval je někdo ze zaměstnanců divadla, většinou dramaturg .
Kromě Divadelního archivu Národního divadla existuje v Národním divadle ještě samostatný Hudební archiv, který je organizačně zařazen pod Operu Národního divadla a Státní opery. 

## Historie Divadelního archivu Národního divadla
Podobu, v jaké jej známe v posledních letech, začal získávat až po stěhování archivu do prostor Anenského areálu v roce 1977, což vytvořilo zázemí pro vznik teatrologického pracoviště. Dnes disponuje veřejně přístupnou knihovnou, badatelnou a internetovými stránkami, které obsahují kompletní soupis repertoáru ND sahající zpět až do roku 1883.

#### Personál Divadelního archivu ND
Kolektiv zaměstnanců archivu čítá obvykle pracovníky s následujícím pracovním zařazením :
- vedoucí archivu
- skenerista
- knihovnice
- archiváři

Dlouholetá vedoucí Archivu ND Mgr. Zdena Benešová nastoupila do Archivu ND již v roce 1974, krátce předtím, než dostudovala divadelní vědu a český jazyk na Filozofické fakultě Univerzity Karlovy. Na pozici vedoucí archivu byla jmenována v roce 1990 a stála u přerodu Archivu ND v odborné teatrologické pracoviště. Je tvůrkyní a spolutvůrkyní fungujícího systému uspořádání archivu včetně definování jeho fondů a sbírek, přičemž přes čtyřicet let systematicky pracovala na jejich rozšiřování a zpřístupňování veřejnosti. Výrazným počinem pracovníků archivu byl Soupis repertoáru Národního divadla v Praze 1881–1983 a 1983–1993, který vyšel ve čtyřech svazcích . Zdena Benešová převzala dne 24. června 2014 medaili Za zásluhy o české archivnictví. Toto ocenění se uděluje osobnostem, které se zasloužily o rozvoj českého archivnictví . Zdenu Benešovou ve funkci vedoucí archivu nahradila k 1. 9. 2016 Mgr. Josefina Panenková .

#### Fondy Divadelního archivu ND
- Fond knižní

Knihovna obsahuje fond obecně divadelní, hudební a výtvarné literatury, dále fond periodik se zaměřením na divadelní a kulturní tematiku, populárně-naučnou literaturu a částečně beletrii.
Fond divadelních her zahrnuje zvláště pracovní texty, mnohdy s poznámkami ke konkrétní inscenaci (včetně inspicientských a nápovědních exemplářů). V roce 2023 bylo ve fondu cca 35 500 knih, z toho cca  15 000 divadelních her.
Rekatalogizace fondu do automatizovaného knihovního systému byla zahájena v roce 2018. Ke konci roku 2023 obsahuje katalog přibližně 80 % objemu fondu. 
- Fond fotografií

Obsahuje fotografie z inscenací ND, civilní fotografie uměleckých pracovníků, fotografie divadelních budov, fotografie ze zájezdů ND.
- Fond listinný

Obsahuje listinné materiály (rozhovory, kritiky, divadelní programy atd.) k inscenacím, jednotlivým umělcům, zájezdům ND a další dokumenty s věcnou tematikou.
- Fond scénických a kostýmních návrhů

Obsahuje cca 6 500 ks dokumentů.
Zastoupeni jsou zde mj. tito výtvarníci: Nikolaj Benois, Josef Čapek, Bedřich Feuerstein, Josef Matěj Gottlieb (několik set návrhů), Josef Jelínek (cca 1000 ks), Josef Lada, Alena Ladová, Marcel Pokorný, Enrico Prampolini, Zdeněk Rossmann, Zdeněk Rykr, Jan Skalický (několik set návrhů), Karel Svolinský, Karel Šimůnek, Jiří Trnka, František Tröster, Josef Wenig, Jan Zrzavý.
- Fond divadelních cedulí a plakátů

Obsahuje chronologicky řazené svázané konvoluty divadelních cedulí ND od roku 1883 do současnosti, od roku 1945 též tematicky uspořádané. Dále obsahuje písmové a výtvarné plakáty vztahující se k repertoáru ND.
- Fond osobních archivů a pozůstalostí

Obsahuje pozůstalosti nebo části pozůstalostí  následujících umělců: Václav Bednář, Ladislav Boháč, Robert Brock, Marie Budíková, Josef Matěj Gottlieb, Růžena Gottliebová, Eva Herrmannová, Vlasta Chramostová (osobní archiv z roku 2010, pozůstalost z roku 2020), Jan Konstantin, Dagmar Ledecká, Jaroslav Marvan, Růžena Maturová, Antonie Nedošínská, Ladislav Pešek, Jaromír Pleskot, Marcel Pokorný, Jaroslav Průcha, Jan Skalický, Luba Skořepová, Štěpánka Štěpánová, Hanuš Thein, Marie Tomášová (osobní archiv), Jaroslav Vojta, Blanka Waleská, Václav Zítek a Vilém Zítek.
- Fond Státní opery Praha

V roce 2012 došlo ke sloučení dvou příspěvkových organizací MK ČR: Národního divadla a Státní opery Praha (SOP) do jedné instituce. Součástí Divadelního archivu ND se tak stalo i dokumentační centrum SOP, které přesídlilo taktéž do Anenského areálu. Fond obsahuje listinné a fotografické složky inscenací Státní opery Praha z let 1992–2011, konvoluty cedulí, dále dokumenty k zájezdům uměleckého souboru i k pohostinským představením, která se konala na scéně SOP. Repertoár samostatné SOP byl analogicky zpracován do online archivu Národního divadla
- Fond výtvarného umění

Tento fond obsahuje obrazy, vázy, sošky, medaile převážně z darů Národnímu divadlu z období cca 1950–1989.

#### Digitalizace fondů Divadelního archivu ND
Projekt digitalizace fondů podpořil někdejší ředitel ND Daniel Dvořák. S projektem se začalo v roce 2002. Díky digitalizaci je možné dlouhodobě uchovávat cenné kulturní dědictví a zároveň ho zpřístupňovat široké veřejnosti. Uživatelům webových stránek ND jsou k dispozici přehledy všech premiér ND včetně obsazení a alternací od roku 1883 do současnosti. Průběžně jsou doplňovány životopisy u hesel umělců ND a u dramatiků, překladatelů a hudebních skladatelů, jejichž díla byla v ND uváděna. Obrazová databáze, která obsahovala v roce 2023 cca 35 000 fotografií a 1 000 výtvarných návrhů, je trvale rozšiřována. Projekt digitalizace je pro Divadelní archiv Národního divadla velmi důležitý, stále se na něm pracuje.

#### Další činnosti Divadelního archivu ND
K vedlejším činnostem archivu patří mimo jiné:
- Výstavy a propagační činnost
- Publikační činnost:

Kromě článků, fotografií a dalších příspěvků do odborných publikací, zpracovali pracovníci archivu i ucelené publikace o Národním divadle např.:
1. KONEČNÁ, Hana a kol.: Čtení o Národním divadle, Odeon, Praha, 1983
2. BENEŠOVÁ, Zdena, SOUČKOVÁ, Taťjana, FLÍDROVÁ, Dana: Národní divadlo – historie a současnost budovy, vyd. Národní divadlo, Praha, 1999
3. BENEŠOVÁ, Zdena, SOUČKOVÁ, Taťjana, FLÍDROVÁ, Dana: Stavovské divadlo – historie a současnost, vyd. Národní divadlo, Praha, 2000
4. BENEŠOVÁ, Zdena, STRAKOVÁ, Petra: Busty v ND, vyd. Národní divadlo, Praha, 2010.
5. Archiv Národního divadla: Národní divadlo v Praze. 150: 1868–2018  (Jubilejní publikace vyšla k 150. výročí položení základních kamenů Národního divadla.),  vyd. Národní divadlo, Praha, 2018
6. VRBKA, Tomáš: Státní opera Praha: Opera 1888–2003 : historie divadla v obrazech a datech = a history of the theater in pictures and dates = die Geschichte des Theaters in Bildern und Daten, vyd. Státní opera Praha ve spolupráci s nakladatelstvím Slovart, Praha, 2004.
7. VRBKA, Tomáš: Státní opera Praha: Opereta & balet 1888–2008 : historie divadla v obrazech a datech = a history of the theatre in pictures and dates = die Geschichte des Theaters in Bildern und Daten, vyd. Státní opera Praha, Praha, 2010.

- Účast na výměně informací na mezinárodní úrovni.

## Zajímavosti
- Jindřich Černý, pozdější ředitel Národního divadla (1991–1993), začal pracovat v ND v roce 1977 jako samostatný dokumentátor v Archivu Národního divadla [11].
- Vlasta Chramostová, herečka, spolupracovala s archivem při identifikaci a popisování činoherních fotografií v době, kdy nesměla veřejně vystupovat [12].
- Přestože Archiv ND existuje již více než 100 let, nebyla o jeho historii a činnosti zpracována dosud žádná ucelená publikace.
- Od 5. září 2016 se zajímavostem z fondů Archivu ND věnuje Český rozhlas Dvojka v cyklu pořadů "Poklady Národního divadla", který s archivářkou Marií Hradeckou připravuje Václav Žmolík.[13]

## Další dokumenty o Národním divadle
Kromě vlastního Divadelního archivu Národního divadla se další dokumentace a archiválie související s ND nacházejí také v těchto archivech:
- Národní archiv [14] – mimo jiné fotografie z inscenací ND do roku 1920, negativy fotografa dr. Jaromíra Svobody, fond osobních spisů umělců a zaměstnanců ND
- Národní muzeum (Divadelní oddělení) – archiv zahrnuje mj. archiv Sboru pro zřízení Národního divadla, svazky cedulí Stavovského divadla od roku 1824, Prozatímního i Národního divadla, soubory fotografií [15] a osobních památek na významné české divadelníky [16].
- Institut umění – Divadelní ústav – obsahuje archivní fondy, jejichž přehled je dostupný na internetových stránkách www.idu.cz. V soupisu se nacházejí následující záznamy vztahující se k Národnímu divadlu: Národní divadlo Praha, výstava 100 let a Národní divadlo Praha/záznam diskuse k preambuli ND